# Daniel Buechlein
Daniel Mark Buechlein, né le 20 avril 1938 à Jasper dans l'Indiana et mort le 25 janvier 2018 à l'abbaye Saint-Meinrad dans le même État américain, est un évêque catholique américain.

## Biographie
Daniel Buechlein entre dans l'ordre bénédictin en 1963 et est ordonné prêtre le 3 mai 1964.
Le 20 janvier 1987, il est nommé évêque de Memphis par le pape Jean-Paul II, et est ordonné évêque le 2 mars suivant.
Le 14 juillet 1992, Daniel Buechlein est nommé archevêque d'Indianapolis, siège qu'il occupe jusqu'à sa démission pour raison de santé en 2011.

## Succession apostolique
Daniel Buechlein a ordonné les évêques suivants :
- Évêque Timothy Doherty (en) (2010)
- Archevêque Christopher J. Coyne (en) (2011)